# Boston Celtics 2003-2004
La stagione 2003-04 dei Boston Celtics fu la 58ª nella NBA per la franchigia.
I Boston Celtics arrivarono quarti nella Atlantic Division della Eastern Conference con un record di 36-46. Nei play-off persero al primo turno con gli Indiana Pacers (4-0).
Il coach Jim O'Brien si dimise quando mancavano ventisei partite alla fine. Il suo posto venne preso dall'assistente John Carroll che, nonostante il record negativo della sua gestione, portò i Celtics fino all'ultimo posto utile per l'accesso ai play-off.

## Arrivi/partenze

### Draft
| Giro | Scelta | Giocatore                        | Ruolo | Nazione     | College/liceo  |
| ---- | ------ | -------------------------------- | ----- | ----------- | -------------- |
| 1    | 16     | Troy Bell (ceduto a Memphis)     | P     | Stati Uniti | Boston College |
| 1    | 20     | Dahntay Jones (ceduto a Memphis) | G     | Stati Uniti | Duke           |
| 2    | 56     | Brandon Hunter                   | AG    | Stati Uniti | Ohio           |

### Scambi
| 23 giugno, 2003 | Ai Boston Celticsscelta al secondo giro del draft 2003(Brandon Hunter), scelta al secondo giro del draft 2005 (Orien Green) | Ai Sacramento KingsDarius Songaila |

| 26 giugno, 2003 | Ai Boston CelticsMarcus Banks e Kendrick Perkins | Ai Memphis GrizzliesTroy Bell e Dahntay Jones |

| 29 luglio, 2003 | Ai Boston CelticsJumaine Jones | Ai Cleveland CavaliersJ.R. Bremer, Bruno Šundov, e una scelta condizionale al secondo giro (Ryan Gomes, 2005) |

| 20 ottobre, 2003 | Ai Boston CelticsRaef LaFrentz, Jiří Welsch, Chris Mills e una scelta al primo giro del draft 2004 (Delonte West) | Ai Dallas MavericksAntoine Walker, Tony Delk |

| 15 dicembre, 2003 | Ai Boston CelticsRicky Davis, Chris Mihm, Michael Stewart e una scelta al secondo giro del draft 2005 (Ryan Gomes) | Ai Cleveland CavaliersEric Williams, Tony Battie e Kedrick Brown |

| 19 febbraio, 2004 | Ai Boston CelticsLindsey Hunter, Chucky Atkins, scelta dei Pistons al primo giro del 2004 (Tony Allen) e 3 milioni di dollari | Agli Atlanta Hawks; Detroit PistonsChris Mills; Mike James |

### Mercato

#### Acquisti
| Giocatore      | Firmato    | Provenienza          |
| Mark Blount    | 16 luglio  | rifirmato            |
| Walter McCarty | 19 luglio  | rifirmato            |
| Mike James     | 25 luglio  | Miami Heat           |
| Eddie Elisma   | 1º ottobre | free agent           |
| Rusty LaRue    | 1º ottobre | Pallacanestro Varese |
| Mateen Cleaves | 1º ottobre | Sacramento Kings     |
| Dana Barros    | 14 aprile  | free agent           |
| Ernest Brown   | 14 aprile  | free agent           |

#### Cessioni
| Giocatore      | Ceduto       | Destinazione          |
| Grant Long     | 1º luglio    | ritirato              |
| Mark Bryant    | 1º luglio    | ritirato              |
| Bimbo Coles    | 23 settembre | Miami Heat            |
| Eddie Elisma   | 6 ottobre    |                       |
| Mateen Cleaves | 14 ottobre   | Cleveland Cavaliers   |
| Rusty LaRue    | 23 ottobre   | Golden State Warriors |
| Vin Baker      | 18 febbraio  | New York Knicks       |
| Lindsey Hunter | 21 febbraio  | Detroit Pistons       |

## Roster
| N° | Naz.                   | Ruolo | Sportivo         | Anno | Alt. | Peso |
| -- | ---------------------- | ----- | ---------------- | ---- | ---- | ---- |
| 0  | Stati Uniti (bandiera) | A     | Walter McCarty   | 1974 | 208  | 104  |
| 4  | Stati Uniti (bandiera) | AC    | Tony Battie      | 1976 | 211  | 104  |
| 4  | Stati Uniti (bandiera) | C     | Chris Mihm       | 1979 | 213  | 120  |
| 5  | Stati Uniti (bandiera) | G     | Kedrick Brown    | 1981 | 201  | 101  |
| 5  | Stati Uniti (bandiera) | C     | Michael Stewart  | 1975 | 208  | 104  |
| 7  | Stati Uniti (bandiera) | G     | Chucky Atkins    | 1974 | 180  | 73   |
| 11 | Stati Uniti (bandiera) | G     | Marcus Banks     | 1981 | 188  | 91   |
| 12 | Stati Uniti (bandiera) | G     | Ricky Davis      | 1979 | 198  | 88   |
| 13 | Stati Uniti (bandiera) | G     | Dana Barros      | 1967 | 180  | 74   |
| 13 | Stati Uniti (bandiera) | G     | Mike James       | 1975 | 188  | 85   |
| 20 | Stati Uniti (bandiera) | A     | Jumaine Jones    | 1979 | 203  | 99   |
| 30 | Stati Uniti (bandiera) | C     | Mark Blount      | 1975 | 213  | 104  |
| 34 | Stati Uniti (bandiera) | A     | Paul Pierce      | 1977 | 198  | 104  |
| 42 | Stati Uniti (bandiera) | A     | Vin Baker        | 1971 | 211  | 105  |
| 43 | Stati Uniti (bandiera) | C     | Kendrick Perkins | 1984 | 208  | 127  |
| 44 | Rep. Ceca (bandiera)   | G     | Jiří Welsch      | 1980 | 201  | 94   |
| 45 | Stati Uniti (bandiera) | AC    | Raef LaFrentz    | 1976 | 211  | 109  |
| 55 | Stati Uniti (bandiera) | A     | Eric Williams    | 1972 | 203  | 100  |
| 56 | Stati Uniti (bandiera) | A     | Brandon Hunter   | 1980 | 201  | 118  |

## Staff tecnico
- Allenatori: Jim O'Brien (22-24) (fino al 27 gennaio)[1], John Carroll (14-22)
- Vice-allenatori: John Carroll (fino al 27 gennaio), Lester Conner, Dick Harter (fino al 27 gennaio), Frank Vogel, Joe Gallagher, Paul Cormier, Dana Barros
- Preparatore atletico: Ed Lacerte